# 小行星6302
小行星6302（6302 Tengukogen）是一颗围绕太阳公转的小行星。1989年2月2日，關勉在藝西天文台发现了此天体。
該小行星以日本四國山地的天狗高原命名。
这颗小行星的绝对星等为40.93407等。